# Alberto Helman
Alberto Helman, parfois appelé Alfredo Hellman ou Alberto Hellman, est un footballeur argentin.
Il évolue au poste de défenseur pour plusieurs clubs argentins. 

## Biographie
Entre 1925 et 1927, Helman est joueur du CA Estudiantes (es) et en 1928 du Club Atlético Mitre.
Il dispute pour le compte de Santiago del Estero le championnat interligue argentin entre équipes représentant les différentes ligues provinciales , remportant même la neuvième édition de la compétition en octobre 1928,.
Il fait partie du groupe argentin médaillé d'argent aux Jeux olympiques de 1928 mais ne dispute aucun match durant le tournoi.
Villaverde rejoint ensuite le Sportivo Palerme. En 1931 et en 1932, il évolue en première division argentine. Il rejoint le Ferro Carril Oeste, avec lequel il joue deux matches lors de la Copa de Competencia de 1933.

## Palmarès

### En club
Santiago del Estero XI
- Championnat Interligue d'Argentine :
  - Vainqueur : 1928

### En sélection
Argentine
- Jeux olympiques :
  -  Argent : 1928.